# Richgrove (Kalifornija)
Richgrove je naseljeno područje za statističke svrhe u američkoj saveznoj državi Kalifornija. Prema popisu stanovništva iz 2010. u njemu je živjelo 2.882 stanovnika.